# Thlaspi ferganense
Thlaspi ferganense är en korsblommig växtart som beskrevs av Nikolaj Adolfovitj Busj. Thlaspi ferganense ingår i släktet skärvfrön, och familjen korsblommiga växter. Inga underarter finns listade i Catalogue of Life.